# L'ultimo addio (singolo)
L'ultimo addio è un singolo della cantante italiana Annalisa, pubblicato il 19 settembre 2014 come secondo estratto dal quarto album in studio Splende.

## Descrizione
Il testo è stato composto da Annalisa stessa insieme a Diego Calvetti, mentre le musiche sono state curate da Francesco Sighieri e la produzione è stata affidata a Kekko Silvestre. Si tratta del primo singolo estratto che vede la scrittura di Annalisa; nei precedenti album della cantante erano già comparsi brani che portavano la sua firma, ma nessuno di essi era stato pubblicato come singolo (Solo, dall'album Nali, e Tutta l'altra gente, dall'album Non so ballare).

Il brano si presenta come una ballata pop rock, e in merito la cantante ha dichiarato:

## Pubblicazione
Il 12 settembre 2014 è stata rivelata la copertina ufficiale del singolo, mentre tre giorni più tardi è stata pubblicata un'anteprima di 31 secondi del brano attraverso il canale YouTube ufficiale della Warner Music Italy. L'anteprima scorre con il fermoimmagine della cover del singolo. Nei giorni antecedenti all'uscita, la cantante nella propria pagina Facebook ha comunicato indizi e quiz sul brano, svelati poi nella newsletter ufficiale della cantante, pubblicata dalla Warner Music Italy; nella stessa veniva mostrato in anteprima il testo del brano. Il quiz riguardava il giorno della settimana presente nel brano, ossia lunedì, la città citata nel brano, ossia Amsterdam, e quale famoso cantante venisse citato, ossia Elvis Presley.

## Video musicale
Il video ufficiale del brano viene anticipato dalla pubblicazione di un lyric video ufficiale, pubblicato dalla Warner Music Italy sul proprio canale YouTube, il 19 settembre 2014. Il lyric video mostra uno sfondo rosa pallido, come lo sfondo della copertina del singolo; scorrono con un colore rosso le parole del testo e con lo stesso colore appaiono dei disegni che descrivono il testo.
Il video ufficiale, per la regia di Gaetano Morbioli, viene pubblicato nel canale ufficiale YouTube della Warner Music Italy il 7 ottobre 2014. L'ambientazione è la terra nativa di Annalisa, la Liguria. Le riprese sono state svolte prevalentemente a Varigotti. Tema dominante del video è il mare ed i luoghi di infanzia della cantante; le immagini sono sia a colori, dove la cantante è in compagnia di un ragazzo e degli amici, sia in bianco e nero, dove si vede la sola Annalisa. Nel video il ruolo del ragazzo è affidato all'attore Davide Silvestri.

## Tracce
1. L'ultimo addio – 3:36 (testo: Annalisa, Diego Calvetti – musica: Francesco Sighieri)

## Successo commerciale
Il brano debutta nella Top Singoli nel mese di settembre 2014, piazzandosi alla 27ª della classifica FIMI singoli, sua massima posizione. Nel settembre dell'anno seguente, il brano rientra in classifica per altre due settimane, piazzandosi nella top80 e nella top40. A distanza di un anno dall'uscita, nel corso della 48ª settimana del 2015, il singolo è stato certificato disco d'oro dalla FIMI per aver venduto oltre 25 000 copie.
Nel 2014, in contemporanea alla messa in vendita del brano negli store digitali, L'ultimo addio debutta nella classifica radio italiana, l'Ariplay radio Earone. Difatti, con una settimana di rilevamento, ottiene la 17ª posizione per poi salire costantemente nelle due settimane seguenti in top15 e top10. Nella 4ª settimana di permanenza in tale classifica, raggiunge come massima posizione la 7ª.

## Classifiche
| Classifica (2014) | Posizione massima |
| ----------------- | ----------------- |
| Italia            | 27                |